# Seiyu Awards
Die Seiyu Awards (声優アワード, Seiyū Awādo) sind Preisverleihungen für die Anerkennung von herausragender Leistung von Synchronsprechern in Anime und anderen Medien in Japan. Die ersten Seiyu Awards wurden am 3. März 2007 in dem 3D-Kino des Tokyo Anime Center in Akihabara vergeben.

## Preisvergaben
| Preisvergabe      | Datum         | Veranstaltungsort                              |
| ----------------- | ------------- | ---------------------------------------------- |
| 1st Seiyu Awards  | 3. März 2007  | Akiba 3D Theater                               |
| 2nd Seiyu Awards  | 8. März 2008  | UDX Theater                                    |
| 3rd Seiyu Awards  | 7. März 2009  | UDX Theater                                    |
| 4th Seiyu Awards  | 6. März 2010  | UDX Theater                                    |
| 5th Seiyu Awards  | 5. März 2011  | UDX Theater                                    |
| 6th Seiyu Awards  | 3. März 2012  | JOQR Media Plus Hall                           |
| 7th Seiyu Awards  | 2. März 2013  | JOQR Media Plus Hall                           |
| 8th Seiyu Awards  | 1. März 2014  | JOQR Media Plus Hall                           |
| 9th Seiyu Awards  | 7. März 2015  | JOQR Media Plus Hall                           |
| 10th Seiyu Awards | 12. März 2016 | JOQR Media Plus Hall                           |
| 11th Seiyu Awards | 18. März 2017 | JOQR Media Plus Hall                           |
| 12th Seiyu Awards | 3. März 2018  | JOQR Media Plus Hall                           |
| 13th Seiyu Awards | 9. März 2019  | JOQR Media Plus Hall                           |
| 14th Seiyu Awards | 7. März 2020  | Keine Preisvergabe wegen der COVID-19-Pandemie |
| 15th Seiyu Awards | 6. März 2021  | JOQR Media Plus Hall                           |
| 16th Seiyu Awards | 5. März 2022  | JOQR Media Plus Hall                           |

## Preise
- Seiyu Award für den besten Schauspieler einer Hauptrolle
- Seiyu Award für die beste Schauspielerin einer Hauptrolle
- Seiyu Award für den besten Schauspieler in einer Nebenrolle
- Seiyu Award für die beste Schauspielerin in einer Nebenrolle
- Seiyu Award für die beste Nachwuchsschauspielerin
- Seiyu Award für den besten Nachwuchsschauspieler